# ザンクト・ガレン州

ザンクト・ガレン州の位置

ザンクト・ガレン州（ザンクト・ガレンしゅう、標準ドイツ語：Kanton St. Gallen、スイスドイツ語：Kantoo Sanggale（カントー・ザンガレ））は、スイスのカントン（州）。人口は49万9065人（2015年12月）。州都はザンクト・ガレン。8つの行政区に分かれている。
イタリア語ではカントン・サン・ガッロ（Canton San Gallo）、フランス語ではカントン・ド・サン・ガル（Canton de Saint-Gall）、英語ではカントン・オブ・セント・ガレン（Canton of St. Gallen）という。
ザンクト・ガレン修道院を中心に発展した地域で、修道院付属の教会や、古写本や象牙細工で有名な図書館などのバロック建築がある。繊維やチョコレート製造、機械工業が盛ん。特産品に刺繍がある。

## 地理

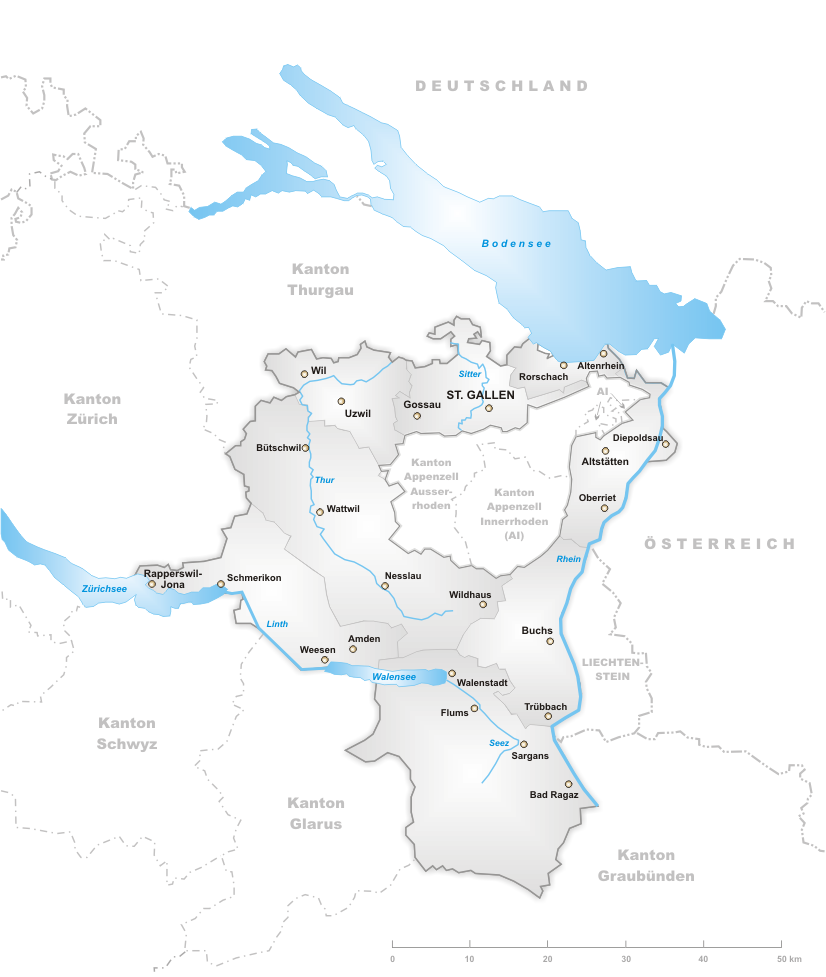
ザンクト・ガレンの地図

スイスの北東に位置する。ボーデン湖とチューリヒ湖の間、ドイツ国境近く。

### 隣接している州
- 北:ボーデン湖（対岸はドイツ・バーデン＝ヴュルテンベルク州,バイエルン州の州境）
- 東:ライン川（対岸はオーストリア・フォアアールベルク州,リヒテンシュタイン）
- 西:チューリッヒ州,トゥールガウ州
- 南:グラウビュンデン州,グラールス州,シュヴィーツ州

## 行政区
ザンクト・ガレン州は以下の8つの行政区 (Wahlkreis) に分かれている。
| 行政区 (Wahlkreis)                 | 人口 (2015年12月) | 面積 (km²) | 基礎自治体の数 |
| ---------------------------------- | ----------------- | ---------- | -------------- |
| ラインタール (Rheintal)            | 71,063            | 138.37     | 13             |
| ロールシャッハ (Rorschach)         | 42,266            | 50.37      | 9              |
| サルガンサーラント (Sarganserland) | 39,842            | 517.92     | 8              |
| ゼー・ガスター (See-Gaster)        | 65,763            | 246.16     | 10             |
| ザンクト・ガレン (St. Gallen)      | 121,722           | 157.54     | 9              |
| トッゲンブルク (Toggenburg)        | 45,912            | 488.75     | 12             |
| ヴェルデンベルク (Werdenberg)      | 37,954            | 206.48     | 6              |
| ヴィル (Wil)                       | 74,543            | 145.29     | 10             |
| 合計 (8)                           | 465,937           | 1950.88    | 77             |